# Myrmecopora pumila
Myrmecopora pumila är en skalbaggsart som först beskrevs av Sharp 1880.  Myrmecopora pumila ingår i släktet Myrmecopora och familjen kortvingar. Inga underarter finns listade i Catalogue of Life.